# Valentina Bergamaschi
Valentina Bergamaschi, född den 22 januari 1997 i Varese, är en italiensk fotbollsspelare.

## Karriär
Valentina Bergamaschi inledde sin seniorkarriär i Alto Verbano år 2011. Hon har även spelat i Lugano 1976 och Neunkirch innan hon 2017 värvades av ACF Brescia. 2018 kontrakterades hon av AC Milan och värvades år 2024 av Juventus FC. Hon har även representerat det italienska damlandslaget där hon debuterade år 2016.